# قوات الأمن الوطني الفلسطيني
قوات الأمن الوطني الفلسطيني هي قوات أمنية ذات صبغة عسكرية نظامية تتبع السلطة الوطنية الفلسطينية. تأسست بعد اتفاقيات أوسلو في الأراضي الفلسطينية، وأصبحت بديلًا عن جيش التحرير الفلسطيني. تتكون هذه القوات من الأمن الوطني الفلسطيني (الأمن العام)، والشرطة البحرية، والشرطة الجوية والاستخبارات العسكرية.
لقوات الأمن الوطني الفلسطيني تسع كتائب تنتشر في محافظات الضفة الغربية بالإضافة إلى كتيبة للعمليات الخاصة. وتقع قيادة القوات في مدينة رام الله.

## المهام

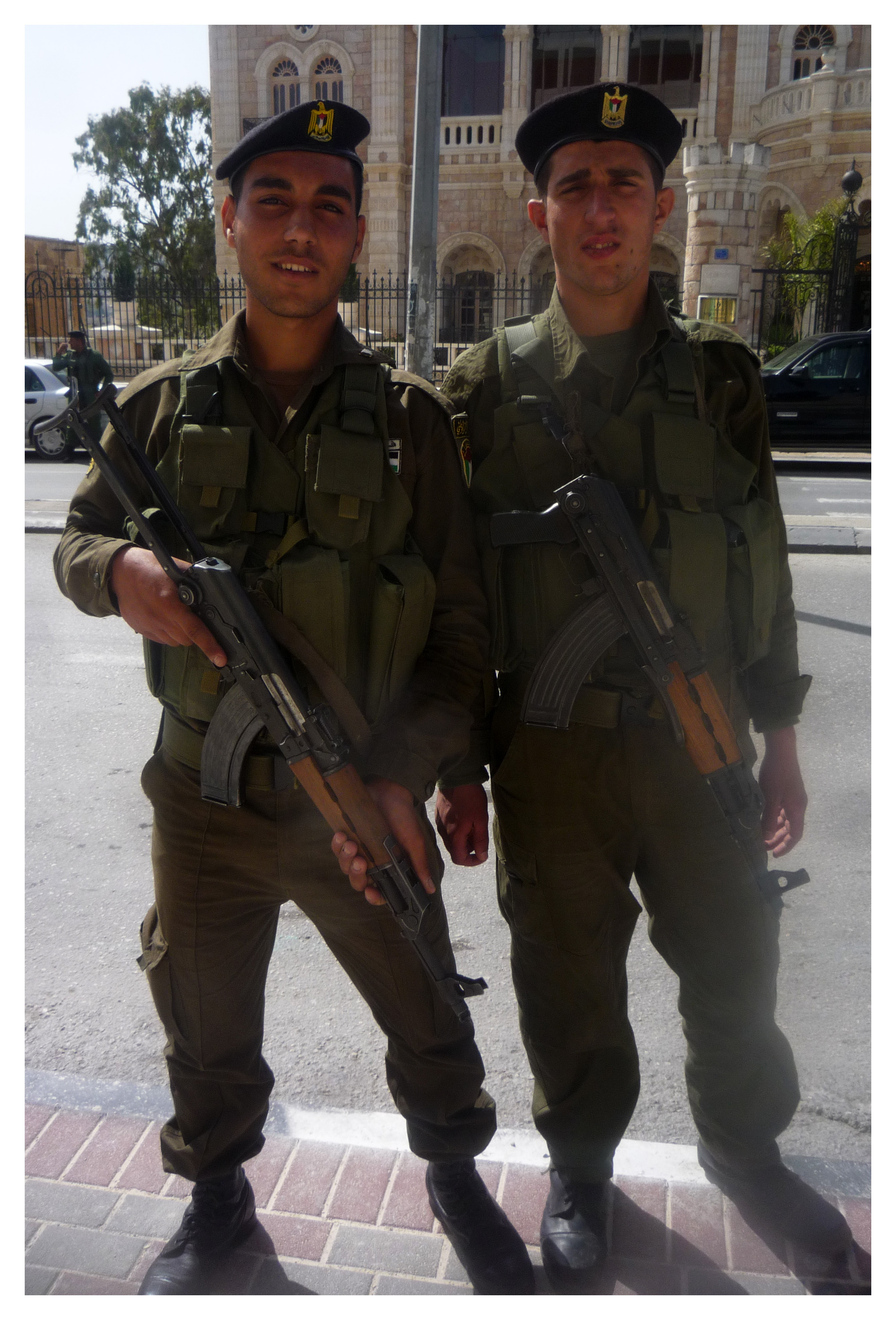
عنصران من الأمن الوطني في بيت لحم

حدد القانون وظيفة قوات الأمن الوطني الفلسطيني بالدفاع عن الوطن وخدمة الشعب وحمايته والسهر على حفظ الأمن والنظام العام، تخضع القوات مباشرة تحت قيادة القائد الأعلى لقوى الأمن الفلسطيني.
تُفصل مهامه بحفظ الأمن العام داخل الوطن، ومساندة الأجهزة الأمنية في تنفيذ مهامها وتوفير الحماية لهم، والسيطرة على مداخل المدن ومخارجها كافة، كما المحافظة على حدود الدولة، وتوفير الحماية لكافة المعابر البرية والبحرية والجوية.

## قادة القوات
| ترتيب | الاسم                         | صورة | تاريخ البدء    | تاريخ الانتهاء | ملاحظات |
| ----- | ----------------------------- | ---- | -------------- | -------------- | ------- |
|       | غير معروف                     |      |                |                |         |
|       | عبد الرزاق مجايدة             |      |                |                |         |
|       | ذياب العلي                    |      | 2007           | 2011           |         |
|       | نضال علي محمود أبو دخان       |      | 27 ديسمبر 2011 | 1 مارس 2025    |         |
|       | العبد إبراهيم عبد السلام خليل |      | 1 مارس 2025    | لا يزال        |         |

## وصلات خارجية
- الموقع الرسمي